# Lotte Kliebert
Lotte Kliebert (* 15. Oktober 1887 in Würzburg; † 27. November 1991 ebenda) war eine deutsche Musikerin und Musiklehrerin, die fast im gesamten 20. Jahrhundert die Entwicklung der Musik in Würzburg geprägt und die zu den Förderern der Neuen Musik gehört hat. Von 1957 bis 1984 war sie Vorsitzende des Tonkünstlerverbandes Würzburg.

## Leben
Lotte Kliebert war die Tochter des Komponisten Karl Kliebert, der auch Direktor der 1875 aus einem Musikinstitut hervorgegangenen Königlichen Musikschule in Würzburg war. Ihre Mutter war Lotte Urlichs, die Tochter des Würzburger Archäologen und Philologieprofessors Ludwig Ritter v. Urlichs. Sie gründete 1911 den Würzburger Privatmusiklehrerinnenverein und setzte sich bereits damals für die Beschäftigung mit den Komponisten der damals ganz neuen, oft noch heftig angefeindeten Neuen Musik im Musikunterricht ein. Nach dem Zweiten Weltkrieg gründete sie 1955 den Verband neu und blieb Vorsitzende bis 1984.
Kliebert setzte ihr Interesse an der Neuen Musik schließlich auch im Jahre 1958 durch die Gründung des Studios für Neue Musik um. Im Studio für Neue Musik engagieren sich Musiker und Professoren der Hochschule für Musik Würzburg, die Neue Musik komponieren oder spielen. Die Existenz des Studios hat dazu beigetragen, dass die Würzburger Musikhochschule heute eine führende Position europaweit bei Neuer Musik einnimmt und viele progressive Komponisten und Musiker wie Bertold Hummel oder Siegfried Fink anziehen konnte. Hierfür ernannte sie die Hochschule zur Ehrenbürgerin.